# Donald G. Broadley
Donald George „Don“ Broadley (* 29. Mai 1932 in Stamford, Lincolnshire; † 10. März 2016) war ein britischer Herpetologe aus Simbabwe.

## Leben
Broadley war kartographischer Zeichner beim Ordnance Service in England und sammelte schon damals nebenbei Reptilien im New Forest und in Dorset. 1954 ging er nach Afrika in die Stadtplanung von Harare (damals Salisbury) als Zeichner und war später Geotechniker beim Road Department. Schon ab 1956 war er Honorary Keeper für Herpetologie am späteren Natural History Museum of Zimbabwe. 1959 war er Direktor eines Schlangenparks in Salisbury. Dabei erlitt er auch zwei ernsthafte Schlangenbisse von einer Puffotter und einer Boomslang, die ihn einen Finger kosteten. 1961 gab er die Leitung des Schlangenparks auf um Assistant Keeper am Museum zu werden, das damals in Mutare war (ab 1981 in Bulawayo). 1967 wurde er promoviert. Unter seiner Leitung nahm die herpetologische Sammlung von 1000 auf über 40.000 Exemplare zu. Sie beträgt heute (2014) über 50.000 Exemplare mit 93 Holotypen und ist damit nach dem Transvaal Museum die größte Sammlung afrikanischer Reptilien. 1995 ging er offiziell in den Ruhestand, arbeitete aber weiter als Research Associate des Museums bis 2010, als er Curator Emeritus wurde.

## Forschung
Er sammelte außer in Zimbabwe unter anderem in Botswana, Malawi und Mosambik und erstbeschrieb ca. 86 Arten von Reptilien, die heute noch gültig sind sowie ca. 18 Unterarten und 4 neue Gattungen: Montatheris BROADLEY 1996, Proatheris BROADLEY 1996, Afrotyphlops BROADLEY & WALLACH 2009, und Xyelodontophis BROADLEY & WALLACH 2002. Er war damit der zweitproduktivste Alpha-Taxonom unter den Herpetologen nach Aaron M. Bauer. Nach Angaben der Webseite des Naturkundemuseums von Zimbabwe beschrieb Broadley 103 Arten und Unterarten, wobei diese Zahl vermutlich auch Amphibien enthält. Von ihm stammen über 280 wissenschaftliche Veröffentlichungen.
Broadleys Frau Sheila ist ebenfalls Herpetologin.

## Dedikationsnamen
Broadley wird in den Epitheta der Arten Afroedura broadleyi JACOBSEN, KUHN, JACKMAN & BAUER, 2014, Atheris broadleyi LAWSON, 1999, Elapsoidea broadleyi JAKOBSEN, 1997,     Lygodactylus broadleyi PASTEUR, 1995, Nucras broadleyi BRANCH, CONRADIE, VAZ-PINTO & TOLLEY, 2019, Pelusios broadleyi BOUR, 1986, Platysaurus broadleyi BRANCH & WHITING, 1997, Scolecoseps broadleyi VERBURGT, VERBURGT & BRANCH, 2018 und Tricheilostoma broadleyi WALLACH & HAHN, 1997 geehrt. 2025 wurde die Schlangenart Boaedon broadleyi aus Äthiopien nach ihm benannt.

## Schriften
- mit Roger Blaylock: The Snakes of Zimbabwe and Botswana, Frankfurt: Chimaira 2013
- mit Craig T. Doria, Jürgen Wigge: Snakes of Zambia, An Atlas and Field Guide, Chimaira 2003